# Botafogo (Justinópolis)
Botafogo é um bairro pertencente ao distrito de Justinópolis em Ribeirão das Neves, na Região Metropolitana de Belo Horizonte. Localiza-se a norte do centro de Justinópolis, tem acesso principal pelas Avenidas Denise Cristina da Rocha e Gávea.

## Origem
De acordo com o Plano de Regularização Fundiária de Ribeirão das Neves elaborado em 2009, o bairro Botafogo formou-se há mais de 30 anos, quando os trabalhadores da cerâmica localizada na região ocuparam a área com o consentimento da empresa. Depois de consolidado o assentamento, a cerâmica removeu os moradores, que entraram na justiça e conseguiram a permissão para voltar a morar na área.
O nome do bairro e de algumas ruas nessa localidade é uma homenagem à cidade do Rio de Janeiro, como: Rua Duque de Caxias, Catête, Jacarepaguá, Carioca, Pão de açúcar, Pavuna, Guanabara, Maracanã, entre outras. É considerado o primeiro grande loteamento do município, recém formado, e do distrito de Justinópolis.
Foi dividido em duas seções, totalizando 1710 lotes e, inicialmente, era servido por transporte coletivo, energia elétrica e, parcialmente, pela rede de iluminação pública. As seções do bairro foram aprovadas em 28/03/1953, com 755 lotes distribuídos em 293.530 m2 na 1ª, e 955 lotes distribuídos em 412.540 m2 na 2ª.

## Atualidade
O bairro Botafogo se assenta sob um terreno plano, com traçado viário em geral regular e asfaltado. O centro comercial principal de toda a região (bairros do entorno) está localizado nesse bairro, que é predominantemente comercial. O principal eixo do comércio é a Avenida Guanabara. Além disso, o bairro contém um grande equipamento industrial que é a Fábrica de Tijolos Jacarandá.
Alguns dos ramos comerciais que existem na área são: drogarias, supermercados e mercearias, hortifrutis, auto peças e mecânicas, lojas de produtos agropecuários e veterinários, depósitos de materiais de construção civil, depósitos de gás, lava jatos, academias, padarias, salões de beleza, restaurantes, lanchonetes e bares, lojas de roupas e acessórios, banca de jornais, papelarias, entre outros de atendimento cotidiano. Ademais, pode-se encontrar instituições religiosas e uma base móvel da Policia militar de Minas Gerais.
Quanto à educação, existem 3 instituições públicas servindo a população, sendo elas disponibilizadas pelos Governos Estadual e Municipal. São elas: Escola Estadual Vereador José Roberto Pereira, Escola Municipal Deraldo José de Sousa e, ainda, um Centro Solidário de Educação Infantil Douglas Ferreira de Freitas (Municipal).
No lazer, a população é abrangida por diversos equipamentos públicos e ações independentes, tais como academias públicas, campos de futebol e eventos promovidos por igrejas e comerciantes, principalmente. Na saúde, a região é coberta por PSF's, UBR's e, em especial, pela UPA Justinópolis no bairro Cerejeira.
Esse bairro, desde sua aprovação na prefeitura, vem recebendo melhorias, sobretudo na disponibilidade do transporte. Atualmente, passam pelas principais ruas/avenidas os seguintes ônibus: 202 e 208 municipais, enquanto 5380, 5391, 5410, 5411 e 5412 são metropolitanos.
Os bairros vizinhos são: Atalaia, Belo Vale, Canoas, Cruzeiro, Centro (Justinópolis), Flamengo, Jardim São Judas Tadeu, Maracanã, Paraíso das Piabas, Vera Lúcia, Vila Delma, Vila Santa Cruz, Tony, Tropical e Urca.